# Бейби Бой
„Бейби Бой“ (на английски: Baby Boy) е американска трагикомедия от 2001 г., режисирана, продуцирана и написана от Джон Сингълтън и участват Тайрийз Гибсън, Снуп Дог, Винг Реймс, Омар Гудинг, Ей Джей Джонсън и Тараджи Хенсън.
Това е филмовия дебют на актрисата Тараджи Хенсън и певеца Тайрийз Гибсън. Гибсън и Ненсън участваха във филма „Четирима братя“ (също режисиран от Сингълтън). Във филма трябваше да участва Тупак Шакур, но е заместен от Гибсън след смъртта през 1996 г.